# Arbaa Rasmouka
Arbaa Rasmouka (en àrab أربعاء رسموكة, Arbaʿāʾ Rasmūka; en amazic ⵄⵔⴱⴰ ⵏ ⵔⵙⵎⵓⴽⴰ) és una comuna rural de la província de Tiznit, a la regió de Souss-Massa, al Marroc. Segons el cens de 2014 tenia una població total de 5.964 persones.